# STATION IDOL LATCH!
『STATION IDOL LATCH!』（ステーションアイドルラッチ）は、「山手線の各駅」がモチーフとなっているプロジェクト。通称は「ラッチ」。
AOI Pro.、アミューズ、オリガミクスパートナーズの3社によるプロジェクト「AAO Project」の企画の一環で、JR東日本が監修協力を行っている。アニメ化、漫画化、ゲーム化、ノベル化の企画が進行中である。ファンの総称は「パッセンジャー」。
東京23区内を走行するJR山手線・全30駅の駅員が、業務時間を終えると、改札外アイドル・通称「LATCH!」として、それぞれの駅や街を盛り上げるべく活動するという設定の「アイドル×駅員」プロジェクトであり、「擬人化」ではない。
YouTube公式チャンネルでは、ボイスドラマを展開している。

## 沿革
2021年にプロジェクトが始動。
2021年8月19日、アミューズとJUNON編集部による「JUNON×AMUSEアイドルオーディション」が開催され、それにより蜂谷恒星役、竹下宮斗役、樅野葵役の声優を選出。
2022年3月、初のライブを開催。同年6月、ラジオ番組の配信を開始。
同年6月13日発売の『ベツコミ』（小学館）7月号より、本プロジェクトのコミカライズ『STATION IDOL LATCH!〜未来へ向かって出発進行！〜』の連載を開始。漫画は宮瀬まりが担当。2023年3月13日発売の4月号で終了。

## 登場人物

### Aither
Aitherの読みはエーテル。
東海林鈴音（しょうじりおん）
声 - 小野賢章
東京駅員。所属ユニットは「Aither」。
神堂唯姫（しんどうゆき）
声 - 田丸篤志
新宿駅員。所属ユニットは「Aither」。
青葉梟光加人（あおばずくみかど）
声 - 島﨑信長
池袋駅員。所属ユニットは「Aither」。

### EQUATIONS
EQUATIONSの読みはイクエイジョンズ。
空蝉塁（うつせみるい）
声 - 住谷哲栄
大塚駅員。所属ユニットは「EQUATIONS」。「新人LATCH!」の中では最年長。元球児で、まっすぐで裏表のない性格をしている。
役を演じる住谷によると、「新人LATCH!」のほかの2人を引っ張っていく気概があるが、「まっすぐだからこそ、逆に二人から制され」、「頑張っているところが可愛い」キャラクターである。
諏訪海晴（すわみはる）
声 - 伊藤昌弘
西日暮里駅員。所属ユニットは「EQUATIONS」。「新人LATCH!」。一番年下で秀才だが、想定外の出来事には対処できない。
役を演じる伊藤によると、当初は「愛嬌が薄くて冷静な面が強い」と感じたが、焦るなどコミカルな部分に「人間味を感じ」、そこが諏訪海晴の「愛おしいところ」であり、「守ってあげたくなるようなキャラクター」だという。
武庸裕哉（たけつねゆうや）
声 - 青山凌大
高田馬場駅員。所属ユニットは「EQUATIONS」。「新人LATCH!」。LATCH!には「やりたくない、入りたくない」と、嫌々参加。「省エネ」タイプな性格で、「好き嫌いがハッキリ」しており、「何事に対しても悟っている」ため、「やりたくないことはやらない」。
役を演じる青山によると、「感情の起伏の幅が狭い」と感じたという。「省エネでいきたい」ような人が共感できるキャラクター。悪い人間ではなく、きちんと自分の意志を持ち、温かい一面もある人物である。

### 鉄晴隊
鉄晴隊の読みはてっぱれたい。
烏鷹鉄路（うだかてつみち）
声 - 井上和彦
新橋駅員。所属ユニットは「鉄晴隊」。後輩にLATCH!の座を譲ろうとするも、周囲がそれを許さない。既婚者で大学生の娘がいる。
湊航琉（みなとわたる）
声 - 狩野翔
浜松町駅員。所属ユニットは「鉄晴隊」。
北颯（きたはやて）
声 - 矢野奨吾
田端駅員。所属ユニットは「鉄晴隊」。

### Magnificent
Magnificentの読みはマグニフィセント。
一条肇（いちじょうはじめ）
声 - 古田一晟
品川駅員。所属ユニットは「Magnificent」。
小鳥遊悠吏（たかなしゆうり）
声 - 梶原岳人
有楽町駅員。所属ユニットは「Magnificent」。

### NØ Crew
NØ Crewの読みはノークルー。
戸成綾（となりりょう）
声 - 山口智広
日暮里駅員。所属ユニットは「NØ Crew」。下町ユニット。母親のような包容力を持ち、兄貴肌な性格である。西日暮里駅の諏訪海晴とルームシェアをしている。
役を演じる山口によると、「根っからの良い人」だが「良い人ぶっている悪い人」に見える人物で、2021年8月時点では苦悩や困難が描かれていないが、「何かはある」と思うという。年齢に関わらず「いい感じに関係性を築ける」人物である。
高良摩利央（たからまりお）
声 - 阿座上洋平
御徒町駅員。所属ユニットは「NØ Crew」。下町ユニット。半裸姿をしており、派手好きで破天荒でやんちゃな性格だが、女性に疎いといった一面を持つ。隣駅の上野駅員である飴屋楊の舎弟であり、彼をリスペクトしている。
役を演じる阿座上によると、「成金ヤンキー純情派」というプロフィールからヤンキーであると考えたが、優しい心を持ち、街の老人を助けながら活動をしており、「ケンカでのし上がるわけでもない」ため、「友達になれそう」なキャラクターだという。阿座上にとって御徒町駅は、「下町情緒あふれる活気なイメージ」があり、摩利央に「ぴったりな街」である。戸成綾役の山口によると、「後先考えずに突っ走っていっちゃうタイプ」の人物。

### 花ゑみ
花ゑみの読みははなえみ。
英皐月（はなぶささつき）
声 - 高塚智人
駒込駅員。所属ユニットは「花ゑみ」。
役を演じる高塚によると、「ミステリアスな雰囲気を纏って」いるキャラクター。
高岩大智（たかいわだいち）
声 - 井上雄貴
巣鴨駅員。所属ユニットは「花ゑみ」。
和泉オーキッド亜恋（いずみオーキッドあれん）
声 - 森嶋秀太
高輪ゲートウェイ駅員。所属ユニットは「花ゑみ」。

### Che bello!
Che bello!の読みはケ ベーロ！。
饗庭紡麦（あえばつむぎ）
声 - 高橋英則
恵比寿駅員。所属ユニットは「Che bello!」。
伍代晃（ごだいあきら）
声 - 三浦祥朗
五反田駅員。所属ユニットは「Che bello!」。
羽振寿里（はぶりとしさと）
声 - 小山剛志
田町駅員。所属ユニットは「Che bello!」。
役を演じる小山によると、「バブリー」で「ちょいワルでイケおじ」な人物である。
大崎新市（おおさきしんいち）
声 - 菅沼久義
大崎駅員。所属ユニットは「Che bello!」。

### 3on☆star
3on☆starの読みはモンスター。
蜂谷恒星（はちやこうせい）
声 - 林優大
渋谷駅員。所属ユニットは「3on☆star」。
竹下宮斗（たけしたきゅうと）
声 - 岩崎友泰
原宿駅員。所属ユニットは「3on☆star」。
樅野葵（もみのあおい）
声 - 福崎那由他
代々木駅員。所属ユニットは「3on☆star」。

### eS
eSの読みはエス。
百瀬志生（ももせしお）
声 - TAKUYA → 古田一紀
新大久保駅員。所属ユニットは「eS」。

### tenet
tenetの読みはテネット。
不動雅（ふどうみやび）
声 - 峯田大夢
目黒駅員。所属ユニットは「tenet」。綜馬礼と双子ユニットで兄。厳格な性格で、行動力がある。当初はグループの存在をあまり知らなかったが、礼を追うようにLATCH!に加入する。
役を演じる峯田によると、弟の礼を過保護なくらいに溺愛しており、礼と他人では接する態度が異なる。「誰よりも礼の近くにいて礼を応援しているのは『俺だ』」ということを前面に出しており、礼のファンにマウントを取っている。峯田にとって目黒駅は、「駅から近いところにあるジム」に通っていたため利用していたといい、「セレブの街」で「煌びやかで上品な方が多いイメージ」だという。
綜馬礼（そうまれい）
声 - 太田将熙
目白駅員。所属ユニットは「tenet」。不動雅と双子ユニットで弟。優しい性格で、「ノブレス・オブリージュの精神」を持ち、人間賛歌が人生の命題となっている。
役を演じる太田によると、「ピュア」で「まっすぐな人間」。太田にとって目白駅は、利用経験がないが、「優雅で閑静な街」で「礼の性格が表れて」おり、駅名にセレブ感があり、カッコいい名前だという。

### a/maze
a/mazeの読みはアメイズ。
飴屋楊（あめやよう）
声 - 笠間淳
上野駅員。所属ユニットは「a/maze」。
根岸優歌（ねぎしゆうた）
声 - 寺島惇太
鶯谷駅員。所属ユニットは「a/maze」。

### 人生
人生の読みはひといき。
咖山喱人（かやまりひと）
声 - 菊池幸利
神田駅員。所属ユニットは「人生」。
雷電遊生（らいでんゆうせい）
声 - 鈴木裕斗
秋葉原駅員。所属ユニットは「人生」。

### その他
桜田カイ（さくらだかい）
声 - 重松千晴
2023年8月18日からの新シリーズより登場の、謎に包まれた新キャラクター。

## ラジオ
2022年6月、文化放送の「PodcastQR」にて、ラジオ番組『STATION IDOL LATCH！ 駅前広場 －radio＆ drama－』の配信を開始。「トークプログラムとボイスドラマを交互に」行う内容となっている。

## ライブ
2022年3月6日、ファーストライブ「STATION IDOL LATCH! 1st LIVE “All aboard!!”」が東京都のグランドプリンスホテル新高輪の飛天にて開催。ライブの名称には、「出発進行!!」「お乗り遅れのなきよう!!」という意味が込められている。

## イベント

### 単独
| 日付           | 概要                                                          | 会場                 | 備考                                       |
| -------------- | ------------------------------------------------------------- | -------------------- | ------------------------------------------ |
| 2021年9月20日  | 2nd CD「STATION IDOL LATCH! 02」の リリース記念トークイベント | 都内某所             | 本プロジェクト初となる有観客でのイベント。 |
| 2021年10月10日 | STATION IDOL LATCH! 1st Passenger Meeting                     | 渋谷ストリームホール | 初のファンミーティングイベント。           |

### 参加
| 日付          | 概要                                  | 会場                          | 備考 |
| ------------- | ------------------------------------- | ----------------------------- | ---- |
| 2022年7月17日 | BILIBILI MACRO LINK - STAR PHASE 2022 | 幕張メッセ 幕張イベントホール |      |

## 関連商品

### CD
- STATION IDOL LATCH! 01（2021年8月18日発売[20]）
- STATION IDOL LATCH! 02（2021年9月8日発売[10]）
- STATION IDOL LATCH! 03（2021年11月10日発売[22]）
- STATION IDOL LATCH! 04（2021年12月8日発売[11]）